# Ghiacciaio Nelchina
Il ghiacciaio Nelchina (Nelchina Glacier in inglese) è un ghiacciaio dell'Alaska centro-meridionale che si origina nella parte settentrionale del gruppo dei monti Chugach (Chugach Mountains) e si sviluppa in direzione nord.
Il ghiacciaio è visibile dall'autostrada Glenn (Glenn Highway) dopo circa 200 km da Anchorage, oltre la valle Matanuska (Matanuska Valley), ma non è facilmente raggiungibile se non a piedi attraverso una zona paludosa. La fronte del ghiacciaio dista dalla strada oltre 30 km.
Lo scioglimento del ghiacciaio forma un piccolo lago (Lake Nelchina) e un tortuoso fiume (Nelchina River) che dopo oltre 50 – 60 km di sviluppo si immette nel vicino lago Tazlina (Lake Tazlina).